# Alcalá la Real
Alcalá la Real é um município da Espanha na província de Jaén, comunidade autónoma da Andaluzia, de área 261,20 km² com população de 21806 habitantes (2004) e densidade populacional de 83,48 hab/km².
Tem como principais culturas os cereais, os legumes e as oliveiras.
Monumentos a visitar: Castelo de La Mota.
Segundo Jean Hardouin esta cidade era uma das cinco cidades da península ibérica com o nome Ebora ou Cereais .

## Demografia
| Variação demográfica do município entre 1991 e 2004 | Variação demográfica do município entre 1991 e 2004 | Variação demográfica do município entre 1991 e 2004 | Variação demográfica do município entre 1991 e 2004 |
| --------------------------------------------------- | --------------------------------------------------- | --------------------------------------------------- | --------------------------------------------------- |
| 1991                                                | 1996                                                | 2001                                                | 2004                                                |
| 21090                                               | 21558                                               | 21296                                               | 21806                                               |